# Басса (народ)
Басса (англ. Bassa) — народність у Ліберії, яка проживає в графствах Гранд-Баса, Рівер-Сесс і Монтсеррадо. Говорять мовою басса, яка належить до сім'ї кру нігеро-конголезьких мов.
Чисельність становить близько 350 000 чоловік (дані на 1991 рік). У Сьєрра-Леоне проживає близько 5000 басса. Басса мають свою писемність (див. Басса (писемність)), розроблену близько 1900 року.
За релігійною приналежністю басса — християни, зберігаються також місцеві вірування.